# Kansas City Standard

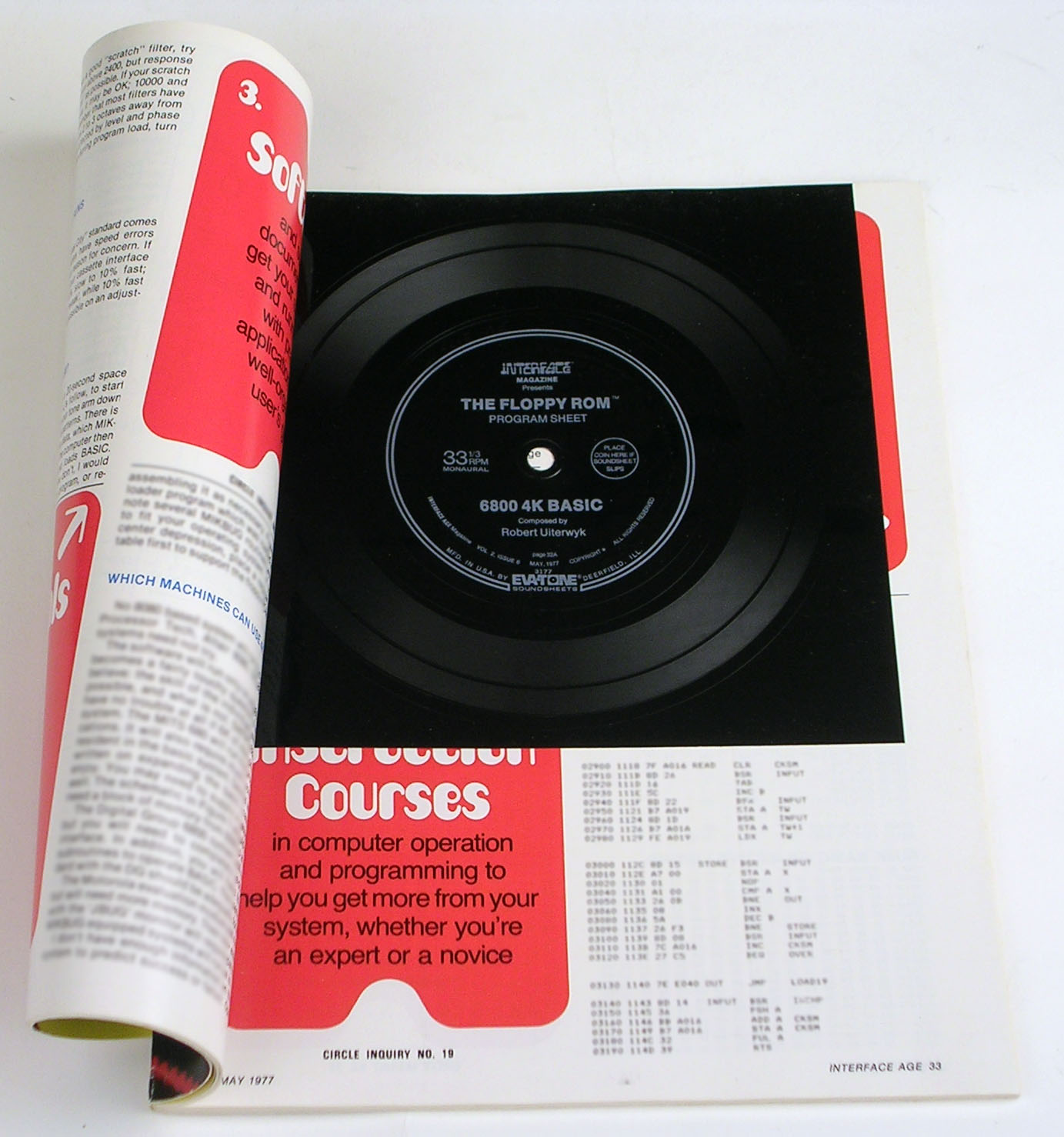
En flexisingel med dataprogram i KCS-kod

Kansas City Standard är en äldre standard för lagring av data på analoga ljudmedia, oftast kassettband. Kodningstekniken baseras på att en etta motsvaras av 8 pulser med frekvensen 2400 Hz och en nolla av 4 pulser med frekvensen 1200 Hz. Systemet fick stort genomslag på 70-talet, eftersom det tillät distribution via kassetter, som var billiga att skaffa och lätta att kopiera. Det förekom även distribution av dataprogram via radioutsändningar och till och med grammofonskivor.

## Datorer Kansas City standard
Mikrodator:
- Compukit UK101
- Lucas Nascom 1, 2 (300 och 1200 bauds)
- MITS Altair 8800
- MOS/CBM KIM-1
- Motorola MEK D1 6800 board
- Ohio Scientific C1P/Superboard II
- Processor Tech SOL-20
- Datorer SWTPC - 6800

Hemdator:
- Acorn Computers Ltd
  - Acorn Atom (300 bauds)
  - BBC Micro (300 och 1200 bauds)
  - Acorn Electron (1200 bauds)
- MicroBee Systems
  - MicroBee (300 och 1200 bauds)
- Heathkit
  - Heathkit H8 (300 och 1200 bauds)
  - Heathkit H89 (Zenith Z89) (300 och 1200 bauds)